# Louise Nevelson

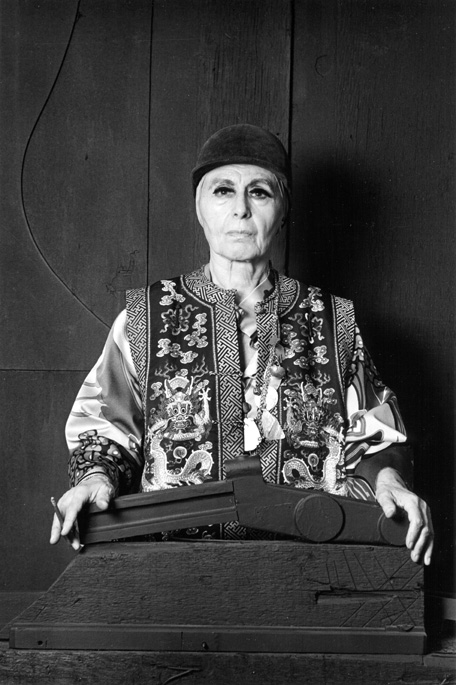
Ritratto di Louise Nevelson realizzato da Lynn Gilbert nel 1976.

Louise Nevelson, pseudonimo di Lija Isaakivna Berljavs'ka (in ucraino Лія Ісааківна Берлявська?; Kiev, 23 settembre 1899 – New York, 17 aprile 1988), è stata una scultrice ucraina naturalizzata statunitense.

## Biografia
Nasce nel 1899 nei pressi di Kiev, come secondogenita di quattro figli in una famiglia ebraica di lingua yiddish. Nel 1905 la famiglia si trasferisce negli Stati Uniti, più precisamente nel Maine, dove il padre trova lavoro nel campo del legname. Nel tempo il padre si specializza nella compravendita di immobili e nella costruzione di case in legno, riuscendo così a garantire alla famiglia un buon tenore di vita. Iscrive Louise alle scuole pubbliche e, essendo appassionato di musica, le fa frequentare lezioni private di piano e canto sin dall'età di undici anni. Nel 1914 la ragazza viene ammessa alla Rockland High School. Louise trascorre la sua infanzia a Rockland, manifestando una precoce inclinazione per le arti.
Anni ’20.
Dopo gli studi sposa Charles Nevelson e insieme si stabiliscono a New York, dove Louise studia musica, recitazione e frequenta le gallerie d'avanguardia. Nel 1922 la nascita del figlio Mike la conduce ad un forte stato di depressione, dovuta principalmente alla sua difficoltà di accettare il ruolo di moglie e madre. Nonostante le sue condizioni psico-fisiche non interrompe la sua carriera artistica e non rinuncia a frequentare i corsi di teatro dell'International Theatre Art Institute di Brooklyn. Qui incontra la principessa Norina Matchabelli che la inizia alle filosofie orientali e l'architetto Frederick Kiesler che la introduce all'avanguardia cubista. Entrambe le personalità si rivelano fondamentali nella sua formazione artistica. Alla fine degli anni ‘20 segue le lezioni della Art Student’s League con Kenneth Hayes Miller, maturando il desiderio di andare in Germania per seguire i corsi di Hans Hofmann.
Anni ’30.
Nel 1931 si reca a Monaco di Baviera e poco dopo intraprende una serie di viaggi a Salisburgo, in Italia e infine a Parigi, dove visita il Musée de l'Homme entrando in contatto con l'arte africana e approfondendo la conoscenza del cubismo. Rientrata a New York lavora come assistente di Diego Rivera alla decorazione dell'RCA Building e della New Workers’ School. Nel 1933 apre un proprio studio nel Greenwich Village e inizia ad esporre i propri lavori, principalmente costituiti da incisioni e pitture, dedicandosi poi con continuità alla realizzazione di sculture dal gusto primitivista, fatte con materiali poveri e naturali. Nel 1935 insegna per mesi pittura murale al Flatbush Boys Club di Brooklyn, grazie all'esperienza maturata insieme a Rivera. Nello stesso anno partecipa alla mostra Sculture: A Group Exhibition by Young Sculptors allestita al Brooklyn Museum of Art e negli anni seguenti è presente in diverse collettive.
Anni ’40.
Divorzia dal marito nel 1941, per dedicarsi completamente all'arte. Incontra artisti come Boris Margo, Arshile Gorky, Ben Shahn. A questo periodo appartengono le sculture semi-astratte realizzate in terracotta, gesso, legno e pietra raffiguranti esseri umani e animali. L’anno successivo riesce ad avere una mostra personale alla Nierendorf Gallery, seguita da un'altra, a distanza di un anno che include un nucleo di lavori definiti Maschere, alcuni disegni e piccole sculture mobili monocrome bianche o nere in gesso e tattistone. In questa fase entra in contatto con molti protagonisti delle avanguardie europee rifugiatisi in America dopo lo scoppio della guerra. Nel 1943, su proposta di Duchamp, la galleria di Peggy Guggenheim, Art of This Century, organizza una collettiva dedicata alle artiste d'avanguardia dal titolo Thirty-One-Woman, in cui la Nevelson espone Column. Dalla metà degli anni Quaranta le sue opere compaiono alla rassegna annuale del Whitney Museum.
Anni ’50.
Negli anni Cinquanta l'artista si dedica ad un'intensa attività espositiva, si circonda di assistenti e approfondisce altre tecniche artistiche per la lavorazione della terracotta, dell’alluminio e del bronzo. In questi anni lavora presso lo Sculpture Center di New York e l'Atelier 17. Nel 1952 viene accettata come membro della Federation of Modern Painters and Sculptors e viene eletta nella National Association of Women Artists. Comincia a collezionare arte africana, stoffe etniche, libri e oggetti rari e ha l'abitudine di accumulare i materiali di scarto che utilizza per le sue sculture e che riempiono il suo magazzino. Dal 1954 insegna alla scuola pubblica Great Neck, a Long Island. Organizza un ciclo di mostre alla Grand Central Modern Gallery; i maggiori musei americani iniziano ad acquistare suoi lavori, tra cui il MoMA, il Whitney Museum, il Brooklyn Museum, l'Alabama's Birmingham Museum, il Museum of Fine Arts di Houston e il Farnsworth Museum di Rockland. Nel 1959 partecipa alla rassegna Sixteen America con I’installazione Dawn's Wedding Feast, composta da vari elementi che riempiono le pareti e colonne verticali che simboleggiano al centro il sole e la luna. La mostra, tutta giocata su luci e ombre, riscuote un grande successo e nonostante Nevelson abbia concepito l'installazione come un unico lavoro, i vari elementi vengono venduti nel tempo separatamente, come spesso accadrà con molte altre opere. Nello stesso anno inaugura la mostra Sky Column Presence alla Martha Jackson Gallery, con cui inizia una lunga collaborazione che la introduce in Europa.
Anni ’60.
Alla galleria Daniel Cordier di Parigi, nel 1960, tiene la sua prima mostra personale. Con le sue grandi sculture monocrome bianche, nere e oro create con assemblaggi di materiali riciclati, Nevelson sorprende il mondo dell'arte e nel 1962 espone nel padiglione statunitense della Biennale di Venezia tre installazioni (oro nell'ingresso, nera e bianca nelle sale adiacenti). Nel 1963 intraprende una nuova avventura espositiva con Arnold Glimcher e firma con lui un contratto che durerà tutta la vita. Quest’ultimo le procurerà mostre in Europa (a Zurigo, a Berna, a Parigi, ad Otterlo) e alla GAM di Torino. Nel 1967 il Whitney Museum di New York le dedica una prima vasta retrospettiva, costituita da un'installazione in più parti, illuminata da faretti blu in cui vengono collocati oltre cento lavori, dagli anni Trenta ai più recenti in alluminio. Dalla fine degli anni Sessanta è impegnata in numerose commissioni pubbliche e realizza grandi installazioni in legno e opere per esterno, in metallo saldato, tra cui nel 1978, sette grandi opere di metallo dal titolo Shadows and Flags immerse nel paesaggio metropolitano in una piazza rinominata Louise Nevelson Square.
Anni ’70.
Nel 1973 il Walker Art Center di Minneapolis le dedica una retrospettiva itinerante in altri musei del paese e diverse sue personali hanno luogo in tutto il mondo presso gallerie private e musei d'arte moderna. In Italia, dopo la mostra del 1970 alla galleria Iolas-Galatea di Roma, presenta personalmente nel 1973 una mostra di ottanta opere dal 1955 al 1972 allo Studio Marconi di Milano, con cui inizia una durevole collaborazione.
Anni ’80.
Per gli ottant’anni di Nevelson il Whitney Museum organizza una retrospettiva Atmospheres and Environments, con installazioni dal 1955 al 1961, seguita nel 1980 da una mostra itinerante del Phoenix Art Museum, The Fourth Dimension. Louise Nevelson, ormai famosa a livello internazionale, viene omaggiata con importanti premi e riconoscimenti. La sua capacità di creare un linguaggio visivo unico e originale le vale il titolo di "Grande dame della scultura contemporanea".
Muore a New York il 17 aprile 1988.

## Tecniche e stile

### Scultura e disegno
La realizzazione di piccole sculture in terracotta e il disegno sono parte importante della produzione artistica di Louise Nevelson negli anni '30 e '40. Il disegno accompagna da sempre il suo lavoro e richiama un’immediatezza espressiva che l’artista ritiene da sempre componente fondamentale del suo fare. Nei suoi disegni, datati dal 1930 al 1933, è visibile la sua adesione alle avanguardie storiche conosciute negli anni di studio. Con la terracotta l’artista realizza sculture che rivelano la conoscenza e lo studio dei cubisti, la passione per la danza e per i manufatti delle civiltà primitive. Le sue piccole sculture degli anni Trenta e Quaranta talvolta ruotano su di un asse o sono arricchite da colorazioni che ne individuano i diversi piani spaziali e punti di vista. Louise Nevelson realizza sculture le cui forme, sempre più geometriche e semplici, definiscono una perfezione non derivata da calcolo razionale ma dalla semplicità dell'immediatezza e dell'istinto creativo. La scultura, secondo il suo pensiero, deve aprire la visione verso un ulteriore stato, la quarta dimensione, che ha rielaborato dall'arte cubista e dagli interessi e studi filosofici coltivati in questi anni.

### Legno
Nei primi anni '40 Louise Nevelson inizia ad utilizzare il legno per la produzione delle sue opere. L'interesse dell’artista nei confronti del legno risale all'infanzia: infatti il nonno in Russia aveva dei boschi e il padre una volta trasferito negli Stati Uniti lavorava come taglialegna. L’idea di usare il legno per le sue opere le viene quando a New York vede una trave, che le trasmette una grande meraviglia, e che decide di utilizzare. Il suo interesse verso questa materia non è rivolto alla sua modellazione, quanto al suo assemblaggio.  Il riutilizzo di oggetti che già abbiano una storia (come i mobili) per realizzare una composizione, equivale a conferire loro una vita nuova con la quale l’artista si identifica; la perdita del significato e della loro funzione le rende semplici forme. Il processo di creazione dell’opera comprende fasi di riconoscimento dei frammenti oggettuali, la scelta e la colorazione con una pittura monocromatica (in bianco, nero o oro)  che avviene quando i pezzi sono ancora smontati, quindi vengono assemblati e composti, fino alla realizzazione di una struttura verticale, e per lo più frontale. La risignificazione degli oggetti utilizzati è ancor più forte se si considera che i pezzi usati sono trovati per strada o sulle spiagge portati dal mare. Questi pezzi sono utilizzati così come vengono trovati, anche se le sue opere non si possono considerare dei Ready-made, poiché vi è un processo creativo nell’assemblaggio e nella composizione. Queste opere sono caratterizzate dalla grande quantità di pezzi e di casse di legno che vengono messi insieme, e questo testimonia un interesse per l’energia, l’accumulo e la ripetizione. Le prime realizzazioni di questo tipo non ebbero grande successo, tuttavia suscitarono l’interesse del gallerista Karl Nierendorf.

### Collage
Nonostante siano meno conosciuti della scultura, i collage occupano una parte importante della produzione dell'artista e costituiscono in alcuni casi la prima intuizione per sculture di grandi dimensioni, in legno o metallo. Probabilmente l’artista si avvicina a questa tecnica grazie all’esperienza di studio e di esercizio grafico che svolge nel 1946 e nel 1953 presso l'Atelier 17 di Stanley W. Hayter, dove elabora tecniche di stampa anticonvenzionali, molto personali per procedura, rapidità e sperimentazione. In questa occasione realizza alcune incisioni inserendo, durante la fase di stampa, elementi materici quali ritagli, trine ed elementi traslucidi. Louise Nevelson dedicherà al collage un’intensa attività a partire dagli anni '50 fino alla fine della sua vita. Di varie dimensioni, i collage sono realizzati su supporti lignei o cartacei e mediante la giustapposizione di materiali eterogenei quali cartoncini, legni, carta di giornale, carta vetrata, lamine di metallo. Ciò che interessa all’artista è il vissuto delle cose, la loro storia, il tempo che le ha possedute, l’azione umana intorno ad esse. Parte dal recupero di oggetti obsoleti, precedentemente già elaborati da altre mani e che quindi possiedono una memoria, un passato, e li organizza in forme nuove per conferire loro, grazie al gesto artistico, una vita nuova e più duratura della precedente. L’influenza maggiore è sicuramente esercitata dall’opera di Picasso, ma non meno importante è stato il contributo derivatole dall’esperienza metafisica di Giorgio Morandi e Giorgio de Chirico.

### L'uso dei colori: nero, bianco e oro
(Louise Nevelson in Bruno Corà, Louise Nevelson)
Negli anni Cinquanta Louise Nevelson continua a realizzare opere con frammenti di legno dipinto di nero, assemblati secondo modalità già presenti nel decennio precedente. Per l'artista è importante il rapporto con il materiale sul quale interviene con un'azione diretta ed energica. La forma finale è il risultato di accumulazioni non dettate da una razionale progettazione, ma dalla volontà di trasformare la materia in altro. Ne derivano particolari soluzioni e relazioni tra luce e ombra, come nelle quattro mostre presentate presso la galleria Gran Central Moderns di New York dal 1955 al 1958, che si caratterizzano come "insiemi ambientali" nei quali è importante l'atmosfera creata dalle opere monocrome nere e dalla luce, in alcuni casi blu, che produce ombre proprie e ombre portate.
(Louise Nevelson in Bruno Corà, Louise Nevelson)
Negli ultimi anni Cinquanta, come naturale conseguenza del nero introduce nelle opere il monocromatismo bianco, colore che rende maggiormente evidenti i rapporti tra luce e ombra, tanto che l'artista comincia a definirsi, oltre che "Architetto dell'Ombra", anche "Architetto della Luce". Le opere interamente bianche vengono presentate in insiemi omogenei, per la prima volta al pubblico, nella grande installazione Dawn's Wedding Feast presso il Museum of Modern Art di New York nel 1959, dedicata al tema nuziale, in cui grandi lavori sono posti su basi lungo le pareti mentre due colonne verticali, al centro, simboleggiano il sole e la luna.
(Louise Nevelson in Bruno Corà, Louise Nevelson)
Nei primi anni Sessanta introduce il colore oro, che dona alle opere maggiore luminosità e ne aumenta il carattere metafisico. La scultura si libera delle ultime impurità e attua la trasformazione finale degli elementi ordinari in elementi nobili per i quali gli insiemi lignei arrivano ad una condizione sovrana e regale.

## Coscienza femminile e femminista
Louise Nevelson ripropone nel suo lavoro un’analisi femminista della diseguaglianza di genere, producendo un’arte autenticamente femminile. Secondo lei la donna, poiché esclusa dalla storia, ha conservato il rapporto magico tra essere primitivo e natura; per questo l'artista trasferisce l’astoricità e l’esorcismo magico della condizione femminile all’interno della sua scultura. Cerca di esplorare le forme della antiche civiltà, religioni, miti, danze e rappresentazioni rituali, al fine di incorporarle nella sua produzione artistica.
Il tema dell’esaltazione della realtà femminile si riflette nella scelta dei materiali primigeni, come pietra o legno. Nelle sculture in stile cubista del 1936 e nelle raccolte in legno degli anni 1941 e 1943, troviamo Self portrait ed Ancient city esposte alla Neirendorf e The circus alla galleria Norlyst. La prima è realizzata nel 1942 e si presenta come un oggetto rituale, divino, mitico e carico di significati prettamente femminili. La seconda viene realizzata nel 1943 e vuole essere sorgente di magia ed energia e gesto sacrale dotato di singoli segni. L'opera è il simbolo scultoreo di una civiltà mitica, andata distrutta dalla cultura maschile aggressiva e violenta. È realizzata in una materia primigenia quale il legno dipinto in nero, evocando un arcaico centro urbano nel quale leoni e colonne si mescolano ad elementi che ricordano le rovine solenni e maestose di una civiltà femminile prima esistita. Infine, The circus, the animals inside and the crowd outside (me and you) dà inizio alla sua opera di trascendenza del mondo culturale e artistico maschile. Consiste in un insieme di sculture, collocate nella la galleria Norlyst di New York, a immagine di attori, animali e pubblico con figure lignee rettangolari aventi lampadine elettriche al posto degli occhi, decorata con manifesti da circo. L’operazione ambientale rende evidente la sua predilezione teatrale di trasformare lo spettatore in attore, di concepire la scultura in modo che diventi scenografia, in cui il pubblico partecipa al rito.
Negli anni '50, mentre gli espressionisti astratti aggrediscono la materia per distruggerla, Nevelson ha nei confronti della materia e dell’arte un atteggiamento procreativo e riproduttivo, tipico della donna per cui gli oggetti e i materiali vengono rigenerati e fatti vivere.